# Momentum-beleggen

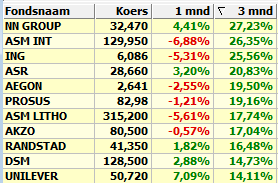

Momentum-beleggen is een handelsstrategie voor het kopen van aandelen of andere effecten met een hoog rendement in de afgelopen drie tot twaalf maanden, en het verkopen van aandelen met een slecht rendement in dezelfde periode. Het is een actieve trendvolgende beleggingsstijl die het best te vergelijken is met het springen van de ene rijdende trein op de andere. Momentum-beleggen hoeft zich overigens niet te beperken tot een periode van enkele maanden of langer. Het kan ook over een kortere periode, bijvoorbeeld enkele uren, dagen of weken. De meest pure vorm van momentum-beleggen selecteert volledig mechanisch de aandelen die het beste en slechtste gepresteerd hebben in een bepaalde periode, en neemt daarin gedurende een vaste periode respectievelijk een long of short positie in.

## Rendement
In hun onderzoek uit 1993 concludeerden Narasimhan Jegadeesh en Sheridan Titman dat de momentum-strategie met een terugkijkperiode van 6 maanden en vervolgens 6 maanden in portefeuille houden gemiddeld 12% overrendement (excess return) per jaar oplevert. De bevindingen van Jegadeesh en Titman zijn bevestigd door vele andere academische studies, waarvan sommige zelfs teruggaan tot de 19e eeuw.
Deze resultaten lijken in tegenspraak met de efficiënte-markthypothese die stelt dat het onmogelijk is om structureel betere beleggingsresultaten te behalen dan gemiddeld behalve door geluk. Een verklaring voor de overperformance van momentum beleggen ten opzichte van het marktgemiddelde wordt vaak gezocht in het kuddegedrag van beleggers waardoor de theoretische gevolgen van de efficiënte-markthypothese in de praktijk worden afgezwakt.
Het uitvoeren van een momentum-strategie vergt veel transacties. Critici van het momentum-beleggen betogen dat de resultaten van deze strategie in de praktijk teniet worden gedaan door de transactiekosten en de bied-laat spread.

## Risico
Momentum-beleggen brengt ook een behoorlijk risico met zich mee. Ondanks een positieve gemiddelde winstverwachting kunnen de tussentijdse resultaten behoorlijk fluctueren. In uitzonderlijke gevallen, zoals in 2009, kunnen de verliezen (drawdowns) wel oplopen tot meer dan 70% in drie maanden. Om dit risico te beperken kunnen de handelsregels van momentum-beleggen ook uitgebreid worden met technische analyse indicatoren bijvoorbeeld: een voortschrijdend gemiddelde, relatieve sterkte of een trailing stop loss.